# Jarmila Očkayová
Jarmila Očkayová (Zlaté Moravce, 1955) è una scrittrice e traduttrice slovacca naturalizzata italiana. Si è trasferita in Italia nel 1974, dove si è laureata. Attualmente vive e lavora a Reggio Emilia.
Ha pubblicato, molto giovane, racconti e poesie su diverse riviste di Bratislava. Ha ripreso a scrivere dopo dieci anni di silenzio narrativo, causato dal cambiamento della lingua, e questa volta si è cimentata con l'italiano.
Tra i temi della sua opera l'immigrazione e la ricerca di sé (L'essenziale è invisibile agli occhi), l'amicizia tra giovani donne (Verrà la vita e avrà i tuoi occhi), il rapporto tra madre e figlia (Requiem per tre padri).

## Opere
- trad. di Olin Kozubek, Abetello, Scheggina e il segreto degli alberi, Age, Reggio Emilia 1987
- trad. di Pavol Dobšinský, Il re del tempo e altre fiabe slovacche, Sellerio, Palermo 1988 ISBN 88-389-0513-4
- Verrà la vita e avrà i tuoi occhi, Baldini Castoldi Dalai, Milano 1995 ISBN 88-8089-372-6
- L'essenziale è invisibile agli occhi, Baldini Castoldi Dalai, Milano 1997ISBN 88-8089-254-1
- Requiem per tre padri, Baldini Castoldi Dalai, Milano 1998 ISBN 88-8089-528-1
- Appuntamento nel bosco, EL, Trieste 1998 ISBN 88-477-0289-5
- prefazione a Valentina Acava Mmaka, Io... donna... immigrata...: volere, dire, scrivere, EMI, Bologna 2004 ISBN 88-307-1314-7
- Occhio a Pinocchio, Cosmo Iannone ed., Isernia 2006 ISBN 88-516-0076-7 Premio "Popoli in cammino" 2006